# Llista de cantants de música clàssica

## Cantants de música clàssica

### Sopranos
- María Bayo
- Montserrat Caballé
- Maria Callas
- Maria Canali
- Fiorenza Cossotto
- Lynn Dawson
- Oralia Dominguez
- Ana Maria Feuss
- Montserrat Figueras
- Renée Fleming
- Simone Kermes
- Natalia Margarit
- Jessye Norman
- Elisabeth Schwarzkopf
- Maria Trivella

### Mezzosopranos
- Cecilia Bartoli
- Fedora Barbieri
- Kathleen Ferrier
- Vivica Genaux
- Magdalena Kožená

### Contralts
- Bernarda Fink
- Sara Mingardo
- Ebe Ticozzi

### Contratenors
- James Bowman
- Aris Christofellis
- David Daniels
- Jordi Domènech
- Gérard Lesne
- Angelo Manzotti
- Andreas Scholl
- Daniel Taylor
- Xavier Sabata Corominas

### Tenors
- Plácido Domingo (originalment era baríton)
- Luciano Pavarotti
- Mario del Monaco
- Gino Sarri
- René Kollo
- Alfredo Kraus
- Josep Carreras
- Giuseppe di Stefano
- Bernabé Martí
- Julius Patzak
- Jon Vickers

### Barítons
- Fortunio Bonanova
- Roy Henderson
- Rolando Panerai
- Giuseppe Taddei
- Joan Pons

### Baixos
- Nicola Rossi-Lemeni
- Giuseppe Modesti

### Castrato
Soprano castrato
- Carlo Broschi, Farinelli

Mezzosoprano castrato
Alto castrato